# Magreglio
Magreglio ist eine italienische Gemeinde in der Provinz Como, Lombardei.

## Lage und Einwohner
Die Gemeinde Magreglio liegt oberhalb des Comersees, westlich von dessen südlichem Arm. Die 687 Einwohner (Stand 31. Dezember 2023) zählende Gemeinde liegt rund 30 Kilometer nordöstlich von der Provinzhauptstadt Como entfernt. Die Gemeinde gehört zur Bergkommune Comunità Montana Triangolo Lariano.
Die Nachbargemeinden sind Barni, Bellagio, Oliveto Lario und Sormano. 

## Sehenswürdigkeiten
- Wallfahrtskirche Madonna del Ghisallo. Der heutige Bau stammt von 1623 und enthält ein als Madonna del Latte verehrtes Marienbild. Die Madonna del Ghisallo wird seit 1949 als Schutzpatronin der Radrennfahrer verehrt. Das 2006 eröffnete Museo del Ciclismo Madonna del Ghisallo ist dem Radsport gewidmet.[2] Magreglio war häufiger Zielort des Giro d’Italia und des Giro di Lombardia, meist von Bellagio kommend.
- Pfarrkirche Santa Marta (1613)[3]
- Casa Begni (16. Jahrhundert)[4]

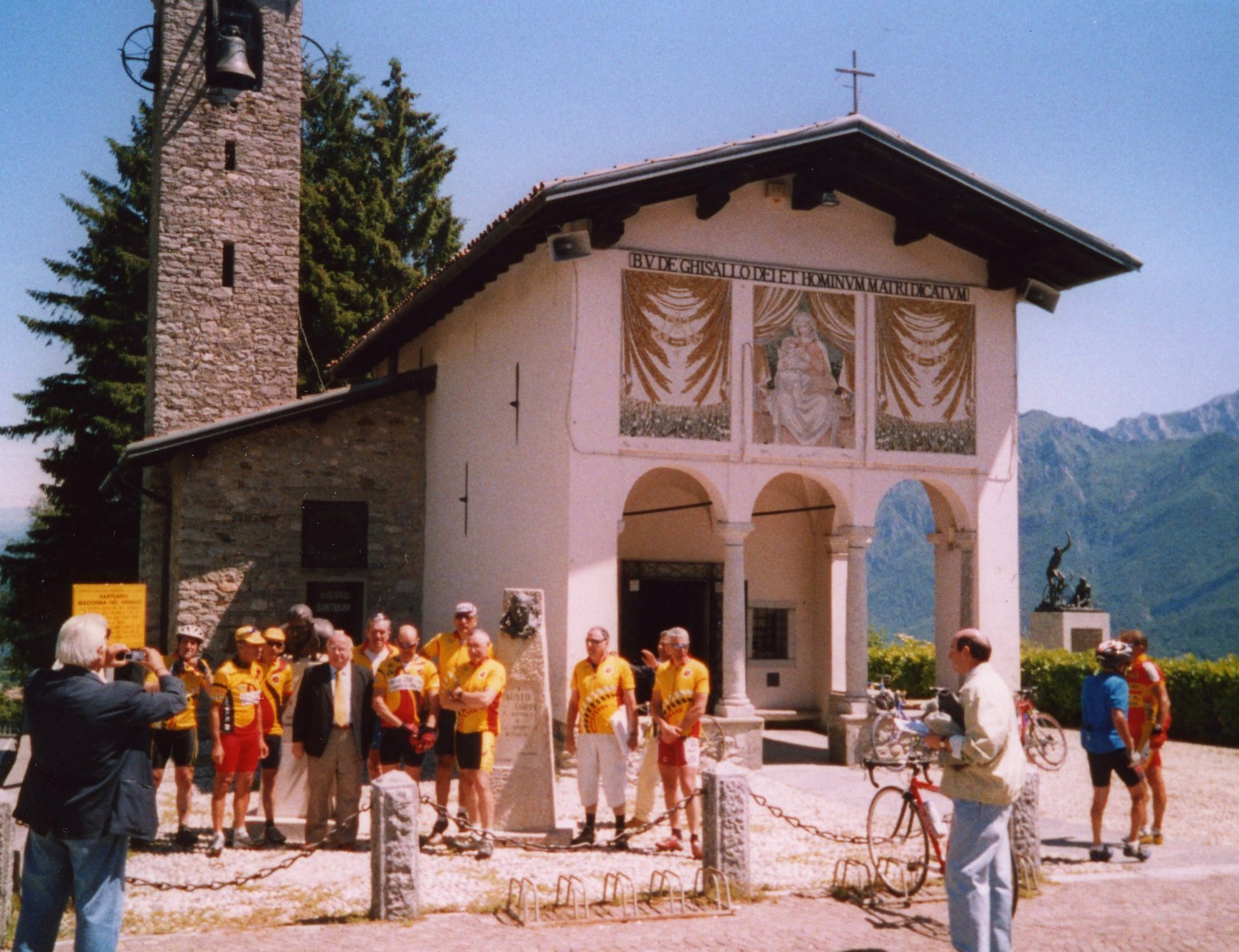
Madonna del Ghisallo und Radrennfahrer
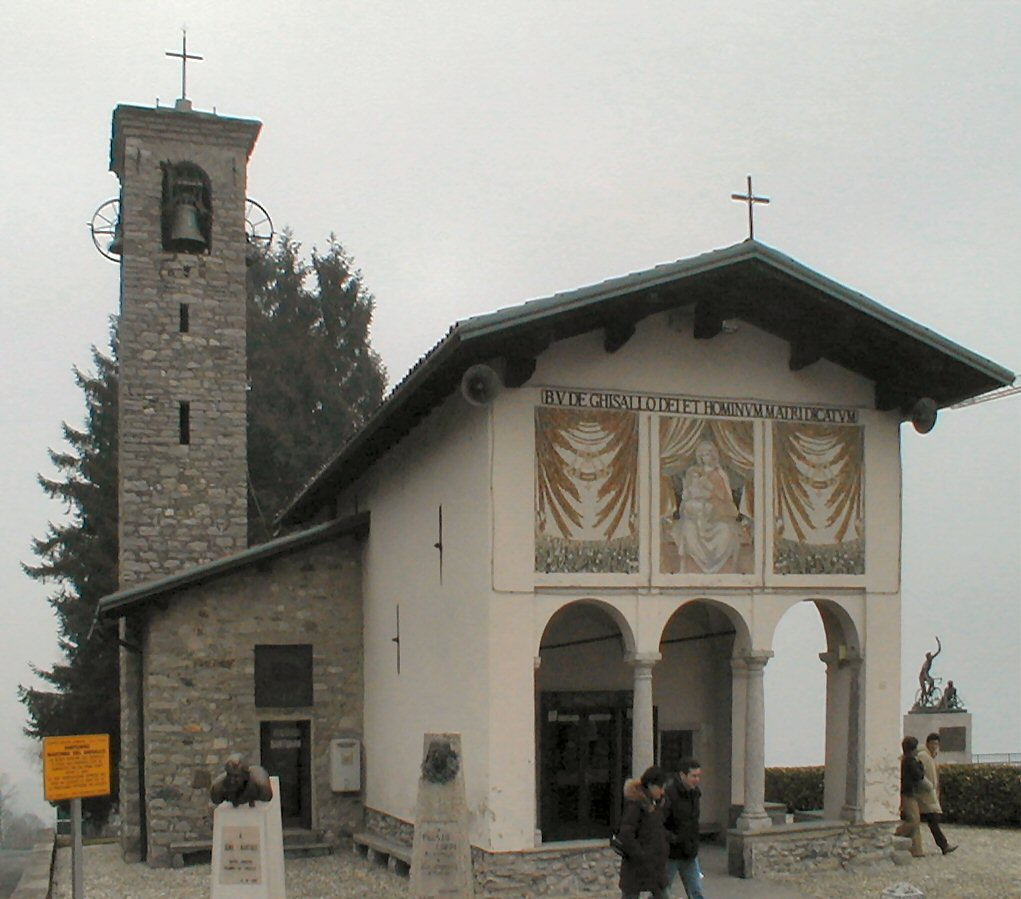
Kirche Madonna del Ghisallo
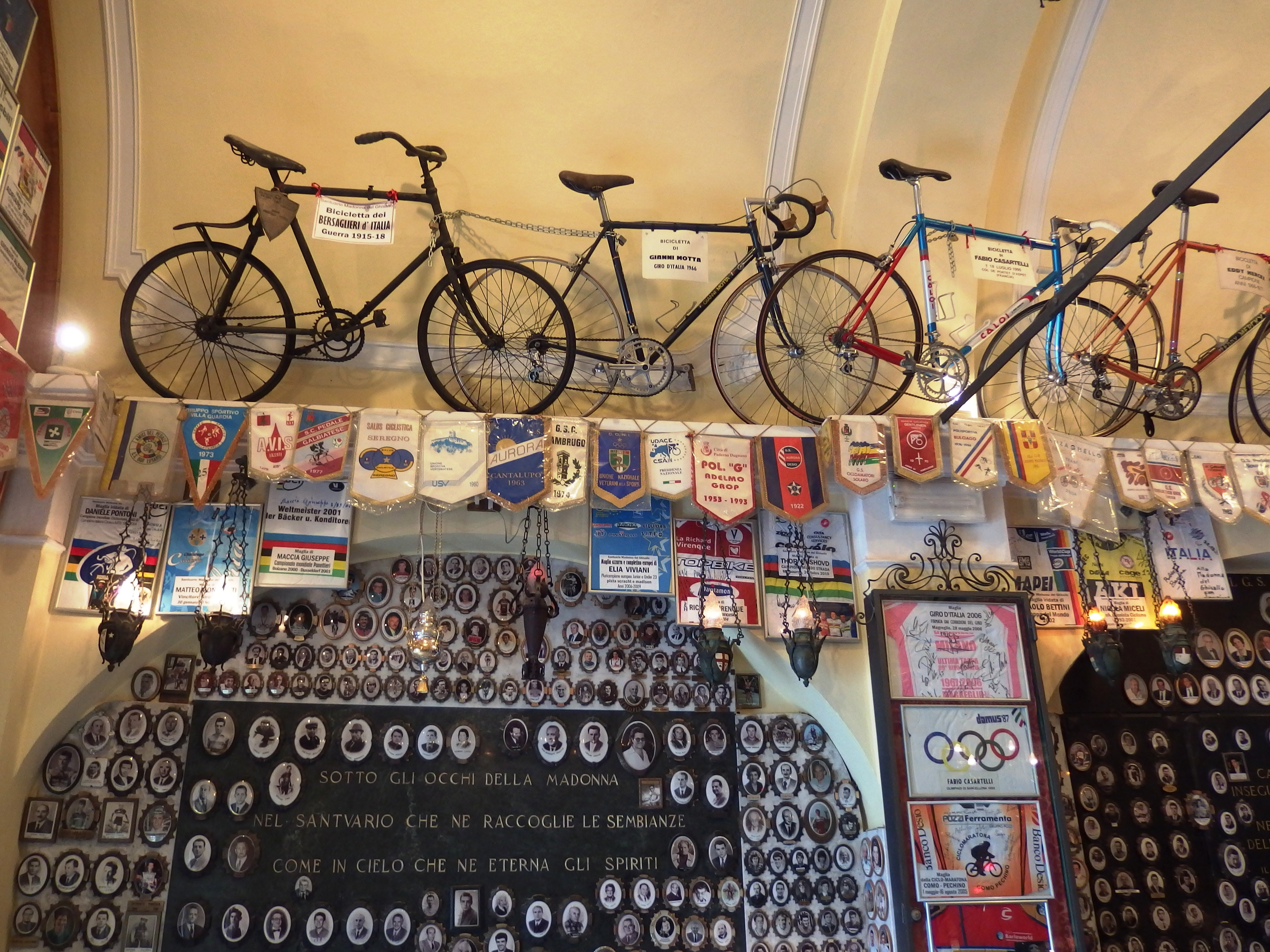
Madonna del Ghisallo, Innenraum
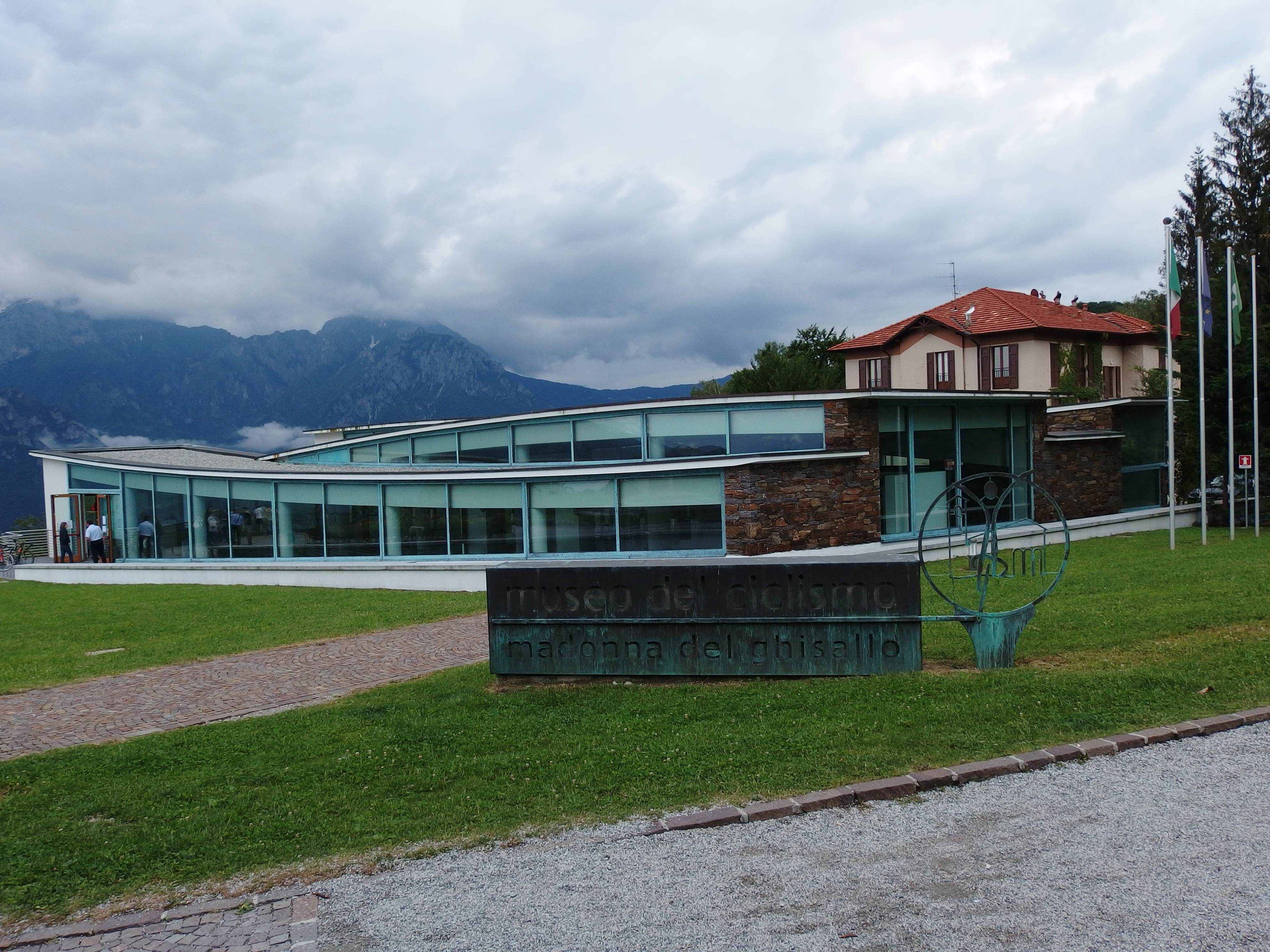
Museo del Ciclismo

## Gemeindepartnerschaft
Die Gemeinde unterhält mit Friedberg im Wetteraukreis eine Partnerschaft.

## Persönlichkeiten
Der deutsche, in Friedberg geborene Dichter Albert H. Rausch (1882–1949), auch bekannt unter seinem Pseudonym Henry Benrath lebte hier in der Zeit des Zweiten Weltkrieges bis zu seinem Tod. Er rettete durch seine Intervention das Dorf vor den deutschen Invasoren.